# 29 مارس
- السبت
- الأحد
- الاثنين
- الثلاثاء
- الأربعاء
- الخميس
- الجمعة

- 11 رمضان 1446  هـ
- 22 رمضان 1446  هـ
- 33 رمضان 1446  هـ
- 44 رمضان 1446  هـ
- 55 رمضان 1446  هـ
- 66 رمضان 1446  هـ
- 77 رمضان 1446  هـ
- 88 رمضان 1446  هـ
- 99 رمضان 1446  هـ
- 1010 رمضان 1446  هـ
- 1111 رمضان 1446  هـ
- 1212 رمضان 1446  هـ
- 1313 رمضان 1446  هـ
- 1414 رمضان 1446  هـ
- 1515 رمضان 1446  هـ
- 1616 رمضان 1446  هـ
- 1717 رمضان 1446  هـ
- 1818 رمضان 1446  هـ
- 1919 رمضان 1446  هـ
- 2020 رمضان 1446  هـ
- 2121 رمضان 1446  هـ
- 2222 رمضان 1446  هـ
- 2323 رمضان 1446  هـ
- 2424 رمضان 1446  هـ
- 2525 رمضان 1446  هـ
- 2626 رمضان 1446  هـ
- 2727 رمضان 1446  هـ
- 2828 رمضان 1446  هـ
- 2929 رمضان 1446  هـ
- 301 شوال 1446  هـ
- 312 شوال 1446  هـ
- 13 شوال 1446  هـ
- 24 شوال 1446  هـ
- 35 شوال 1446  هـ
- 46 شوال 1446  هـ

29 مارس أو 29 آذار أو يوم 29 \ 3 (اليوم التاسع والعشرون من الشهر الثالث) هو اليوم الثامن والثمانون (88) من السنة البسيطة، أو اليوم التاسع والثمانون (89) من السنوات الكبيسة وفقًا للتقويم الميلادي الغربي (الغريغوري). يبقى بعده 277 يوما لانتهاء السنة.

## أحداث
- 1461 - نشوب معركة توتون ضمن حرب الوردتين، حيث هزم إدوارد اليوركي الملكة مارغريت أنجو ليصبح ملكًا على عرش إنجلترا باسم إدوارد الرابع.
- 1530 - تشيزري بورجا يمنح لقب النقيب العام من قبل والده إسكندر السادس المعروف باسم رودريغو بورجيا بعد عودته من غزواته في رومانيا.
- 1430 – الجيش العثماني بقيادة مراد الثاني يقتحم مدينة سالونيك.
- 1549 - تأسيس مدينة سالفادور، باهيا، لتكون أول عاصمة للبرازيل.
- 1632 - توقيع معاهدة سان جيرمان التي أعادت كيبك إلى السيطرة الفرنسية بعد أن سيطر عليها الإنجليز في سنة 1629م.
- 1638 - المستعمرون السويديون يؤسسون أول مستوطنة أوروبية في ولاية ديلاوير، وسموها السويد الجديدة.
- 1792 - مقتل ملك السويد غوستاف الثالث بعد إصابته برصاصة في ظهره في حفلة تنكرية في منتصف الليل في دار الأوبرا الملكية في ستوكهولم، ويخلفه غوستاف الرابع أدولف.
- 1830 - ملك إسبانيا فيرناندو السابع يصدر قانونًا يسمح فيه للنساء بوراثة العرش.
- 1921 - سعد زغلول ورفاقه يعودون من المنفى إلى القاهرة.
- 1945 - الجيش الأمريكي يستولي على مدينة فرانكفورت وذلك خلال تقدمة إلى الشرق خلال الحرب العالمية الثانية.
- 1964 - العلماء المسلمون في السعودية يصدرون فتوى تبيح أن يقوم ولي العهد الأمير فيصل بن عبد العزيز بتصريف جميع أمور المملكة الداخلية والخارجية بوجود الملك سعود بن عبد العزيز آل سعود في البلاد أو غيابه عنها، وأبناء الملك عبد العزيز وكبار أمراء آل سعود يصدرون قرارًا موقع منهم يؤيدون فيه فتوى العلماء ويطالبون الأمير فيصل بكونه وليًا للعهد ورئيسًا للوزراء في الإسراع بتنفيذ الفتوى.
- 1967 - فرنسا تدشن أول غواصة نووية لها.
- 1973 - الولايات المتحدة تنسحب من فيتنام بعد أن فقدت نحو 50000 من جنودها.
- 1974 - مسبار ناسا مارينر 10 يصبح أول مسبار فضائي يحلق فوق كوكب عطارد.
- 1984 - انهيار الدرج المؤدي إلى مدخل «المجلس الإسلامي الأعلى» في فلسطين، حيث اكتشفت ثغرة تؤدي إلى نفق طويل شقته دائرة الآثار الإسرائيلية بمحاذاة السور الغربي الخارجي للمسجد الأقصى وتمتد من باب المغاربة حتى باب المجلس مما هدد عمارة المجلس بالسقوط.
- 1998 - اغتيال القائد القسامي الفلسطيني محيي الدين الشريف.
- 2002 - الفتاة الفلسطينية آيات الأخرس تفجر نفسها في متجر بالقدس الغربية.
- 2003 - تعرض مجمع سوق شرق التجاري في مدينة الكويت لاعتداء صاروخي عراقي وذلك أثناء حرب الخليج الثالثة، ولم يؤدي الحادث إلى وقوع ضحايا واقتصرت الأضرار على الماديات فقط.
- 2008 - انعقاد القمة العربية الدورية في دمشق وسط تخفيض 9 دول لمستوى تمثيلها بالقمة ومقاطعة لبنان.
- 2010 - هجومين انتحاريين في قطاري أنفاق في موسكو يؤديان إلى مقتل 38 شخصًا على الأقل.
- 2012 - عقد القمة العربية في بغداد.
- 2015 -
  - تنظيم مسيرة دولية لمناهضة الإرهاب في تونس العاصمة بمشاركة حوالي 30 من قادة العالم وذلك بعد هجوم متحف باردو.
  - سقوط مدينة إدلب السورية بيد جيش الفتح.
- 2016 - اختطاف طائرة تابعة لمصر للطيران وهبوطها في قبرص.
- 2017 -
  - تيريزا ماي رئيسة وزراء بريطانيا تطالب البدء بتنفيذ انسحاب المملكة المتحدة من الاتحاد الأوروبي وذلك استناداً إلى المادة 50 من معاهدة لشبونة في رسالة إلى دونالد توسك رئيس المجلس الأوروبي.
  - انطلاق أعمال القمة العربية الثامنة والعشرين في منطقة البحر الميت في الأردن بمشاركة معظم القادة العرب.
- 2021 - عودة الملاحة الدولية في قناة السويس بعد أن نجحت هيئة قناة السويس بإعادة تعويم سفينة الحاويات إيفرغيفن التي جنحت في القناة يوم 25 من الشهر ذاته.
- 2023 - مرسوم أميري بتعيين خالد بن محمد بن زايد آل نهيان وليًّا للعهد لإمارة أبو ظبي.

## مواليد
- 1790 - جون تايلر، رئيس الولايات المتحدة العاشر.
- 1799 - إدوارد سميث ستانلي، رئيس وزراء المملكة المتحدة.
- 1889 - وارنر باكستر، ممثل أمريكي.
- 1891 - إيفان جول، شاعر ألماني / فرنسي.
- 1898 - محمد أبو زهرة، عالم مسلم مصري.
- 1899 - لافرينتي بيريا، رئيس المخابرات السوفيتية.
- 1902 - حسن شاكر شعاعي، شاعر إيراني.
- 1916 - يوجين مكارثي، سياسي أمريكي.
- 1927 - جون روبرت فين، عالم أدوية إنجليزي حاصل على جائزة نوبل في الطب عام 1982.
- 1929 - محمد بن صالح العثيمين، عالم مسلم سعودي.
- 1941 - جوزيف تيلور، عالم فيزياء أمريكي حاصل على جائزة نوبل في الفيزياء عام 1993.
- 1942 - كينيتشي أوغاتا، ممثل أداء صوتي ياباني.
- 1943 - جون ميجور، رئيس وزراء المملكة المتحدة.
- 1953 - سلوم حداد، ممثل سوري.
- 1955 - برندان غليسون، ممثل أيرلندي.
- 1957 - كرستوفر لامبيرت، ممثل فرنسي.
- 1968 - يوسكي كورودا، كاتب نصوص أنمي ياباني.
- 1972 -
  - روي كوستا، لاعب كرة قدم برتغالي.
  - جونيتشي سوابي، ممثل أداء صوتي ياباني.
- 1973 -
  - مارك أوفرمارس، لاعب كرة قدم هولندي.
  - سيباستيانو سيفيليا، لاعب كرة قدم إيطالي.
- 1974 - يومي ماتسوزاوا، مغنية يابانية.
- 1978 - حسام الرسام، مغني عراقي.
- 1980 - حمزة بن الحسين، ولي عهد المملكة الأردنية الهاشمية السابق.
- 1984 - محمد البوعزيزي، شاب تونسي أشعل الثورة ضد حكم الرئيس زين العابدين بن علي.
- 1986 - سيلفان إبانكس بليك، لاعب كرة قدم إنجليزي.
- 1989 - جايمس تومكنز، لاعب كرة قدم إنجليزي.

## وفيات
- 1792 - غوستاف الثالث، ملك السويد.
- 1892 - ويليام بومان، طبيب إنجليزي.
- 1935 -
  - أحمد تقي الدين، شاعر وقاضي لبناني.
  - محمد حسن نائل المرصفي، عالِم أدبي ولغوي وصحفي مصري.
- 1979 - بكري الحلبي، عالم مسلم ومتصوف وشاعر سوري.
- 1982 - كارل أورف، موسيقي ألماني.
- 1998 - محيي الدين الشريف، قائد ومهندس ومجاهد فلسطيني.
- 2003 - كارلو أورباني، طبيب إيطالي اكتشف الالتهاب الرئوي اللانمطي الحاد (سارس) ومات به.
- 2004 - أحمد آل خليفة، شاعر بحريني.
- 2009 - موريس جار، موسيقي فرنسي.
- 2017 - عادل صادق، مخرج مصري.
- 2020 - سليمان الياسين، ممثل كويتي.
- 2021 - عبير الخضر، ممثلة كويتية.

## أعياد ومناسبات
- عيد الشباب في تايوان.

## وصلات خارجية
- النيويورك تايمز: حدث في مثل هذا اليوم.
- BBC: حدث في مثل هذا اليوم.